# Petr Žák
Petr "Franky" Žák (* 23. února 1983, Slaný) je český bubeník, který působí v punk rockové kapele Totální nasazení a folk rockové kapele Deratizéři.

## Biografie
Franky začal hrát na bicí nástroje v šesti letech. Navštěvoval Základní uměleckou školu ve Slaném. Pod vedením Milana Macha se stal mistrem republiky ve hře na bicí nástroje (1997), dvakrát získal třetí místo (1994, 2000), přičemž první a druhá místa nebyla z finančních důvodů udělena. V rámci ZŠU doprovázel školní orchestr Beta po celé jižní Evropě.

### Kapely
V "Totáčích" (hudební skupina Totální nasazení) poprvé zaskakoval v roce 1998, do roku 2008 pak ještě několikrát. Na konci roku 2008 odešel z Totálního nasazení dlouholetý bubeník Pípa a Franky tak nastoupil na jeho místo. Volba byla snadná, Franky spolu se Sváťou (Svatopluk Šváb) spolu hráli od roku 1999 ve folk rockovém projektu Deratizéři.
Mezi jeho vedlejší projekty lze zařadit kapelu Blueberry, se kterou natočil CD Slánské vánoční zpívání. Studiově se podílel i na desce Sváti a Martiny Spousta slánských pověstí. Mimo zmíněné kapely hostoval či hrál v několika dalších rockových a metalových skupinách, např. Doctor P.P., Oblomov, Wajgl, Bez súhlasu.
Franky je firemním hráčem činelů Agean.

## Diskografie

### Totální nasazení
- 2009: Charóne, ty si nás převez... (5 songů)
- 2010: Best On 1990 – 2010 (5 songů)
- 2011: Crazy Story
- 2011: Unplugged Unpunked Live in Divadlo Slaný 2010
- 2013: Oceloví ptáci
- 2014: Zbytečnákapela.cz
- 2015: 25 let černobílý svět

### Deratizéři
- 1999: Slánské pověsti
- 2001: V pasti
- 2005: Zbloudilá
- 2008: Slánské pověsti, mordy a neřesti
- 2010: Bestie Off
- 2011: Folk's not dead
- 2012: Výběrofka

### Blueberry
- 2012: Slánské vánoční zpívání

### Sváťa & Martina
- 2013: Spousta slánských pověstí